# سارا پلفری کوک
سارا پلفری کوک (انگلیسی: Sarah Palfrey Cooke؛ زاده ۱۸ سپتامبر ۱۹۱۲ – درگذشته ۲۷ فوریهٔ ۱۹۹۶) تنیس‌باز اهل ایالات متحده آمریکا بود.